# Žalgirio Arena
Die Žalgirio Arena (auch Kauno Arena) ist eine Mehrzweckhalle in der zweitgrößten litauischen Stadt Kaunas, auf der Nemunas-Insel. Die Žalgirio Arena befindet sich in der Straße Karaliaus Mindaugo prospektas. Es ist die Heimspielstätte der Basketballmannschaft Žalgiris Kaunas und ein bedeutender Veranstaltungsort von Kaunas.

## Geschichte
Im August 2008 startete das Bauprojekt und am 26. September des Jahres wurde der Grundstein gelegt. Am 18. August 2011, kurz vor Beginn der Basketball-Europameisterschaft, wurde die Halle offiziell eröffnet und sämtliche Spiele der Finalrunde wurden in der Žalgirio Arena ausgetragen. Am 5. Dezember 2015 gab die litauische Gruppe Sel vor der Rekordkulisse von 20.517 Zuschauern ein Konzert. Es gab auch Konzerte von Elton John, Calum Scott, Chris Norman und anderen.
Vom 22. bis zum 28. April 2018 fand in der Halle das Turnier der Division I B der Eishockey-Weltmeisterschaft der Herren (IIHF) statt.
Im Juni 2023 wurde die Kaunas mit der Žalgirio Arena Austragungsort der Eiskunstlauf-Europameisterschaften 2024.